# Битва біля Мерешешті
Битва біля Мерешешті (рум. Bătălia de la Mărășești) — битва між румунсько-російськими та німецько-австрійськими військами на сході Румунії під час Першої світової війни.

## Історія

### Передумови
11 (24) липня 1917 на нараді в австро-угорському Генштабі в Бадені під Віднем австрійський імператор Карл, начальник штабу австро-угорської армії генерал А. фон Штрауссенбург і німецький головнокомандувач П. фон Гінденбург розглянули план про перехід у стратегічний наступ у Галичині та Румунії. Відповідно до задуму вищого керівництва, в Галичині мала наступати група армій Е. фон Бем-Ермолі. Одночасно, група ерцгерцога Йозефа завдавала з Буковини силами 7-ї армії удар на Молдавію, з виходом у фланг і тил Румунського фронту. А групі А. фон Макензена визначалося, прорвавши фронт російсько-румунських військ на Нижньому Сереті, завоювати Молдавію і остаточно вивести з війни Румунське королівство. У разі повного успіху стратегічного наступу Центральних держав виникала серйозна загроза областям Південної Росії, і австро-німецьке командування сподівалося поставити Російську республіку на край повного розгрому, практично повністю знищивши Румунський фронт.

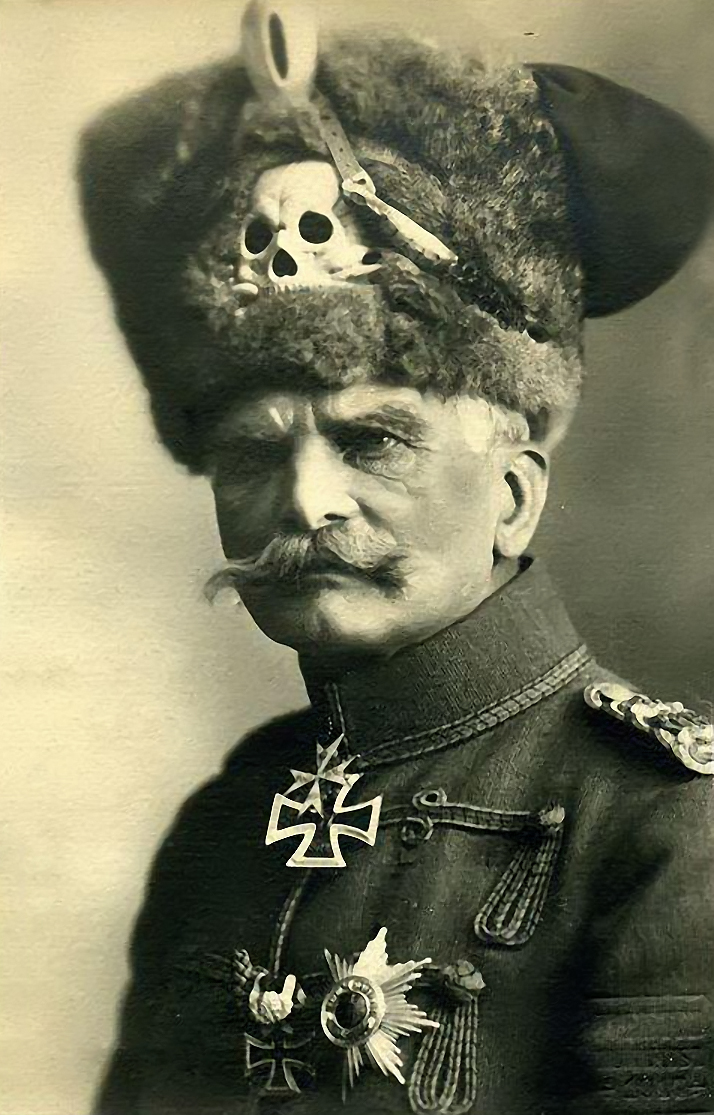
Німецький генерал-фельдмаршал Август фон Макензен

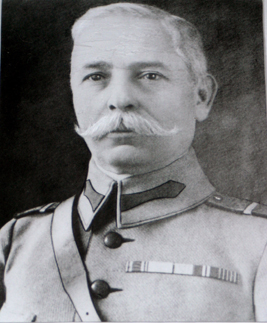
Румунський генерал-майор Константин Кристеску

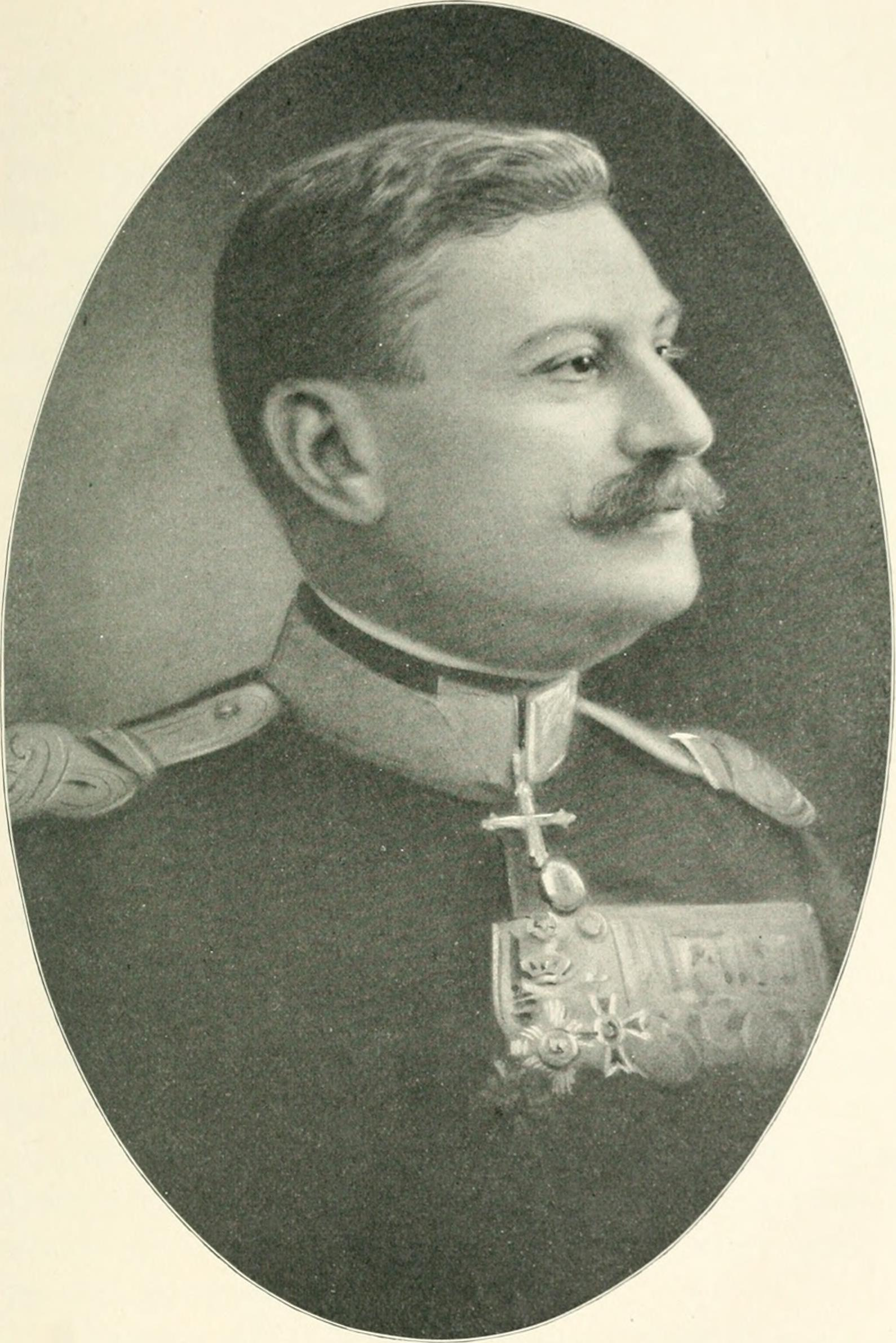
Румунський генерал-лейтенант Єремія Григореску

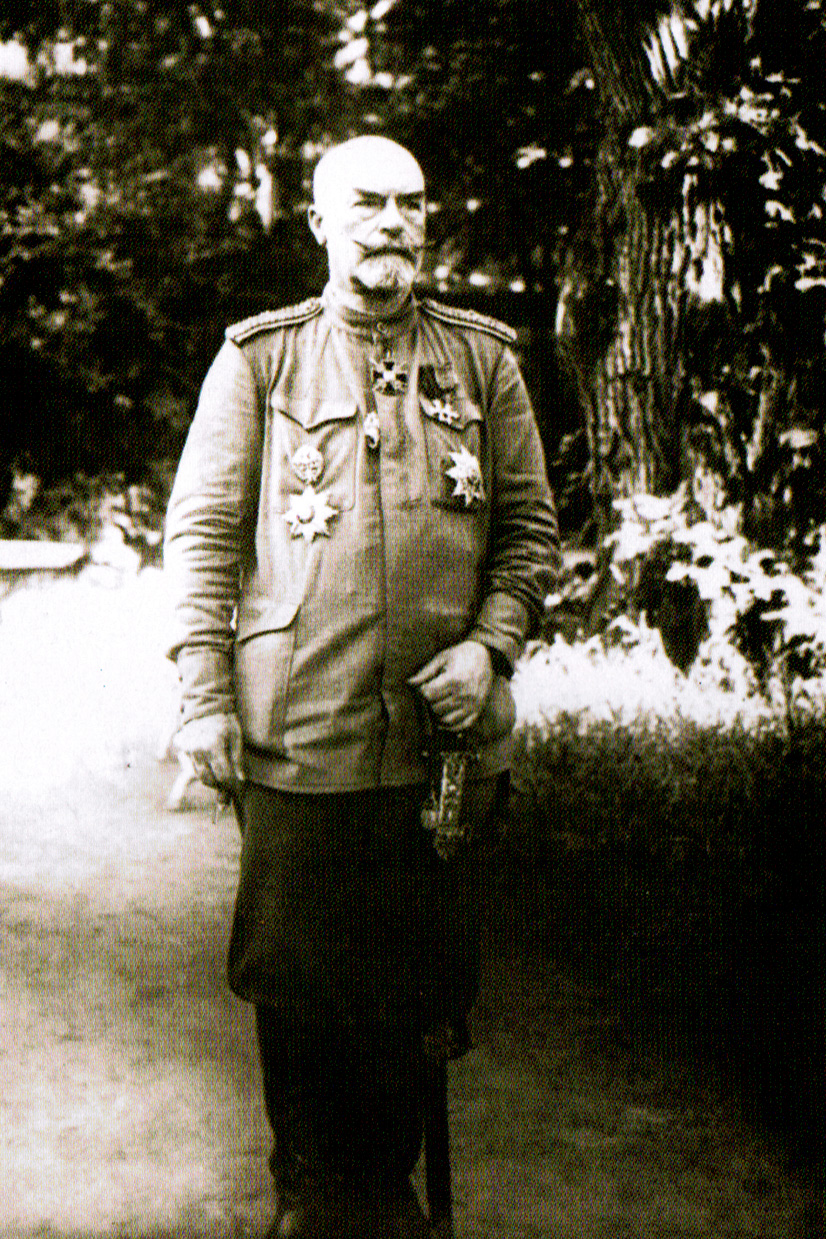
Російський генерал від інфантерії Рогоза О. Ф.

Фельдмаршал А.фон Макензен вирішив завдати головний удар по центру бойового порядку силами 9-ї німецької армії на Нижньому Сереті. Удар наносився в північному напрямку — на Мерешешті і далі на Аджуд, де німецькі війська мали остаточно добити розбиту 4-ту російську армію і вийти в тил 2-й румунській армії. Одночасно 1-ша австро-угорська армія генерала кінноти Ф. фон Дента повинна була прорватися до Молдови на стику 9-ї російської і 2-ї румунської армій і йти назустріч 9-ї німецької армії, що проривалася на Аджуд.

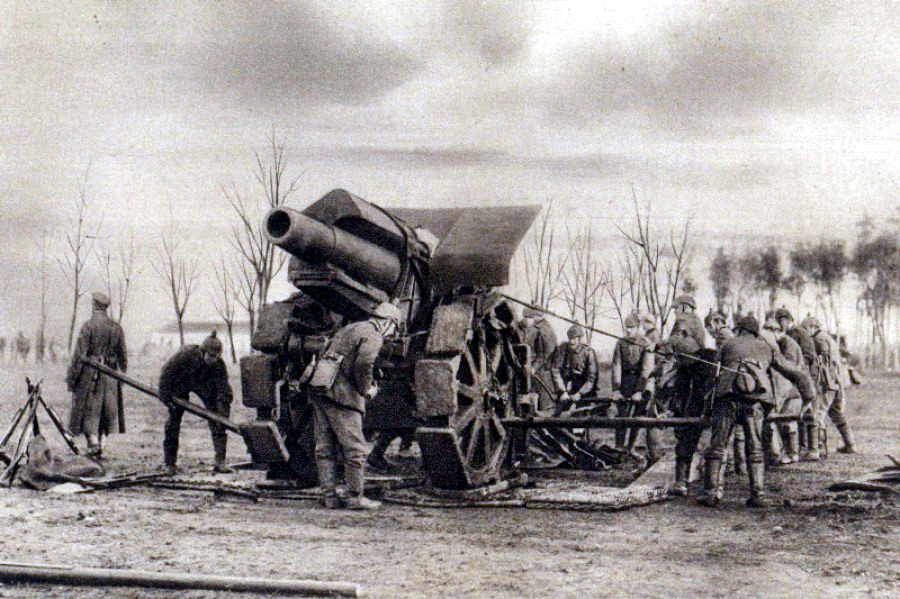
Обслуга німецької важкої гаубиці готує систему до стрільби.

Праве крило ударного угруповання — 9-та німецька армія, повинна була після взяття Мерешешті направити частину військ на південний схід — на Текуч, у тил 1-ій румунській армії генерала К. Кристеску Доведена до 10 дивізій (в ході битви сили армії були збільшені до 13,5 дивізій) 9-та армія генерала фон Ебена утворила дві групи однакової сили: 1) правофлангову групу генерала Моргена (I резервний корпус), яка повинна була прорватися на Текуч; 2) лівофлангову групу генерала Венінгер (XVIII резервний корпус), що мала наступати на Аджуд. Противнику в долині Путни протистояла 4-та російська армія: проти групи Венінгер — 8-й армійський корпус, проти групи Моргена — 7-й корпус генерала Юнакова М. Л. Десяти німецьким дивізіями протистояло 5 російських дивізій ослабленого складу.

### Німецький наступ
24 липня (6 серпня) 1917 року 9-та німецька армія фельдмаршала А.фон Макензена перейшла в наступ. Група Моргена (5 дивізій) атакувала російський 7-й армійський корпус. Головний удар силами чотирьох німецьких дивізій завдавався по російській 34-ій дивізії, яка відійшла на Серет і знищила переправи. У ході першого дня битви російські війська зазнали важких втрат — німці захопили понад 3 тис. осіб у полон та 17 гармат. Потужний вогонь російсько-румунської артилерії (російського 7-го і 3-го румунського корпусів) скував подальше просування противника на Текуч. А. фон Макензену довелося відмовитися від ідеї наступу на Текуч і охоплення 1-ї румунської армії. Він дав вказівку групі Моргена розвинути наступ у північному та північно-західному напрямку, атакувати Мерешешть. Головний же удар групи армій на Аджуд мала завдати група Венінгер. 25-26 липня (7-8 серпня) війська 8-го і 7-го російських корпусів стримували ворожий натиск, з великими труднощами німецькі війська захопили лінію Путни. Генерал О.Рогоза відвів правофланговий 8-й корпус на Сушиця, а лівофланговий зайняв лінію по узбережжю Серета. Наступ групи Моргена на Мерешешть був відбитий військами 6-го корпусу.
27 липня (9 серпня) 1917 генерал Рогоза О. Ф. наказав військам перейти в контрнаступ. 8-й корпус зім'яв групу Венінгер, відкинувши противника частково на вихідне положення на Путну. Посилений румунськими військами 7-й корпус потіснив групу Моргена. 28 липня (10 серпня) російсько-румунські війська продовжували атакувати. Провівши перегрупування 9-ї армії і сподіваючись на успіх 1-ї австро-угорської армії (лівого крила ударного угруповання), А. фон Макензен вранці 29 липня (11 серпня) 1917 продовжив наступ. У затятій битві біля Мерешешті цілком загинула 71-ша піхотна дивізія. Генерал О.Рогоза кинув у контратаку решту резерву та ціною відчайдушних зусиль російсько-румунські війська втримали позиції. Вночі залишки російського 7-го корпусу були замінені свіжими військами 5-го румунського корпусу. 1-ша румунська армія, яку очолив Григореску, була тимчасово підпорядкована О. Рогозі. Командувач Румунського фронту генерал від інфантерії Щербачов Д. Г. наказав 6-й армії проводити демонстративні атаки, щоб полегшити становище військ О. Рогози та Е. Григореску. Групи Моргена і Венінгер, зустрівши наполегливий опір російсько-румунських військ, атакували мляво й урешті-решт призупинили подальший наступ.

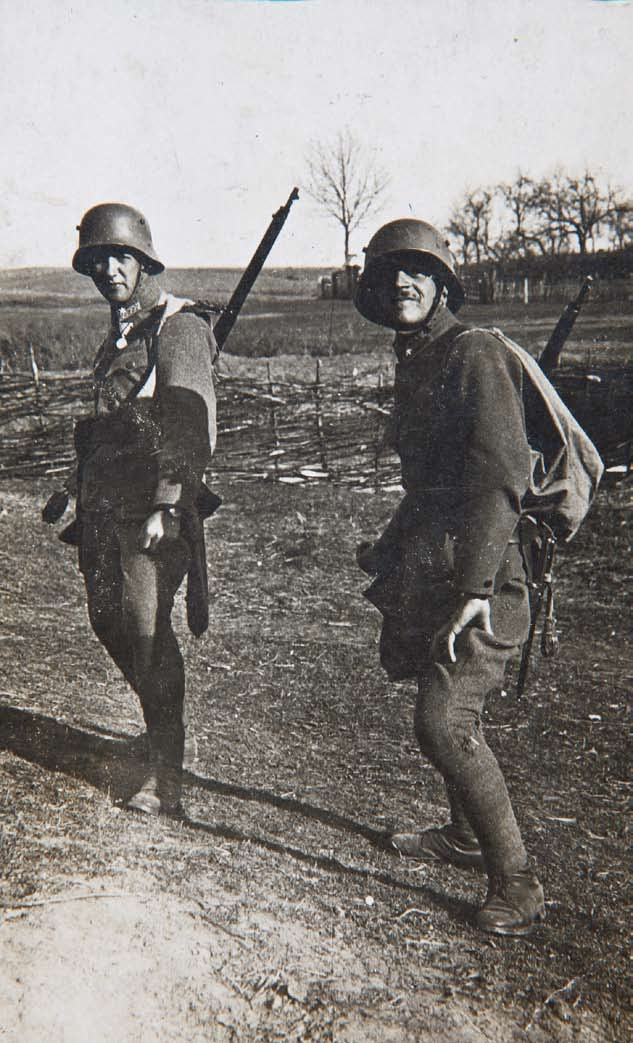
Австро-угорські вояки на Східному фронті.

До 31 липня (12 серпня) 1917 обидві сторони зазнали серйозних втрат і змушені були терміново вносити зміни у свої плани. Генерал О.Рогоза наказав залишити Мерешешть, однак румуни відмовилися відступати. Генерал Щербачов Д. Г. погодився з доводами румунського командування і передав Е. Григореску командування російсько-румунськими військами на Сушице і Сереті. Генерала Рогоза О. Ф. відкликали до Північної Румунії прийняти під своє командування 4-ту армію. Румунські резерви поступово змінили знекровлені російські війська. 1 (14) серпня німецькі війська знову атакували і завдали поразки у Козьмешт 3-му румунському корпусу. 5-та румунська піхотна дивізія була повністю знищена, німці взяли тільки полоненими 3 тис. осіб, проте румуни продовжили наполегливо відбиватися і подальше просування німців захлинулося. А. фон Макензен призупинив операцію.
Тим часом поки війська А. фон Макензена намагалися пробити російсько-румунський фронт і оточити наші війська, ерцгерцог Йосип знову пішов у наступ. Австро-німецькі війська намагалися скувати 9-у армію боєм і разом з військами А. фон Макензена охопити 2-гу румунську армію. 25 липня (7 серпня) 1917 1-ша армія Ф. фон Дента силами I австро-угорського корпусу перейшла в наступ, 26 липня (8 серпня) 1917 перейшов у наступ правий фланг. 27 липня (9 серпня) битва розгорнулася на всьому фронті. Російська 9-та армія (26-й, 2-й, 34-й і 24-й корпуси) генерал-лейтенанта Кельчевського А. К. відбила натиск I, XI, XXI і VI австро-угорських корпусів. Однак група Герока (VIII австро-угорський і XXIV резервний німецький корпус), яка отримала завдання форсувати Ойтузський прохід з метою охоплення румунської армії, потіснила 4-й румунський корпус.

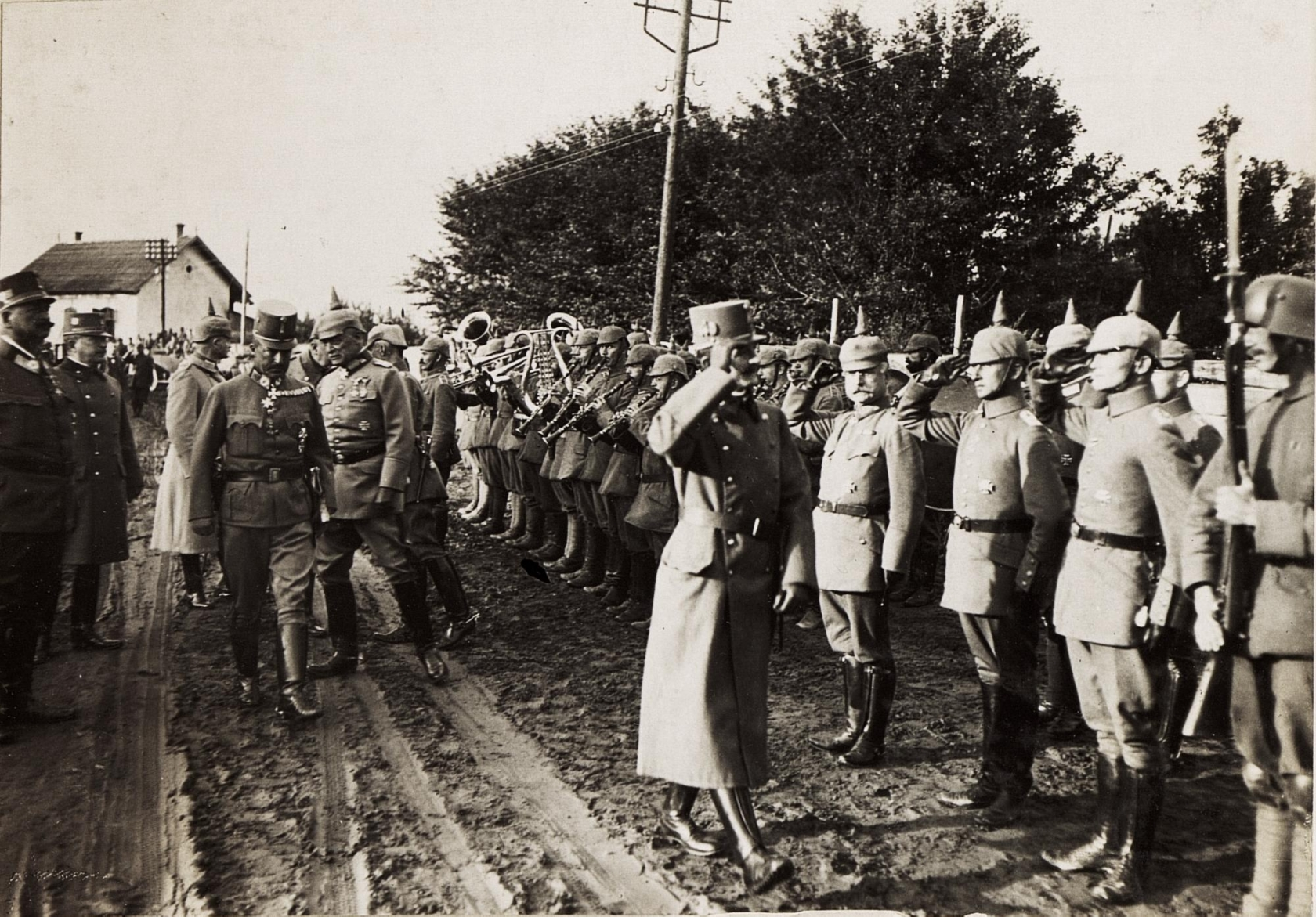
Імператор Австрії Карл на Румунському фронті. 4 вересня 1917

28 липня (10 серпня) 1917 Ф. фон Дент призупинив фронтальну атаку на 9-ту російську армію і зосередив усю увагу на групі Герока. У врешті-решт 2-га румунська армія зупинила противника. Прорив в Молдавію долиною Ойтуз австро-німецьким військам не вдався.

### Підсумки битви
Таким чином, німецький задум щодо розгрому Румунського фронту не увінчався успіхом. Румунська армія, відновлення після нищівного розгрому 1916 року, показала в цих боях себе з найкращого боку. Російські частини, ще зберегли частину боєздатності, також активно діяли в битві та відбили спроби наступу німецько-австрійських військ. Битва біля Мерешешті ознаменувала відродження румунської армії, і певною мірою зміцнило престиж уряду Румунії. На початок вересня 1917 року фронт остаточно стабілізувався, і це були останні активні бойові дії в ході кампанії 1917 року.
Водночас, ціна за переможну битву була дуже високою. У битві біля Мерешешті румунські та російські війська втратили величезну кількість своїх сил. Так 4-та російська армія з 70 тис. о/с втратила загиблими та пораненими 40 тис. осіб, ще 5 тис. потрапило полон (дві третини армії). 1-ша румунська армія втратила понад 21 тис. осіб і 5 тис. військових були запроторені у полон; 2-га румунська армія зазнала втрату 14 тис. осіб. Німецько-австрійські війська також мали надзвичайно високі втрати — понад 60 тис. осіб. Тільки 9-та німецька армія втратила 40 % свого складу.